# إسحاق ويتني
إسحاق ويتني (بالإنجليزية: Isaac Whitney)‏ هو لاعب كرة قدم أمريكية أمريكي، ولد في 22 يونيو 1994 في مور في الولايات المتحدة.